# Rogelio Martínez Díaz
Rogelio Martínez Díaz (Matanzas, Cuba 7 de septiembre de 1905-Nueva York, 13 de mayo de 2001) fue director de la afamada Sonora Matancera desde 1948, cargo que le dejara su primer director: Valentín Cané. Fue apodado también como "El Gallego". Tocaba la guitarra y participaba en el coro.

## Trayectoria artística
A Rogelio Martínez se le debe la difusión mundial de esta agrupación musical, de la que hasta el día de hoy sus grabaciones siguen vigentes, con la misma alegría y ritmo contagioso de siempre. Ingresó a la agrupación en 1926 y se quedó para siempre. 
Fue gran descubridor de figuras de talla internacional como Celia Cruz, Vicentico Valdés, Nelson Pinedo, Carlos Argentino, Bienvenido Granda, Gloria Díaz, Rodolfo Hoyos, entre otros. Desde el exilio cubano el 15 de julio de 1960, junto a la Sonora Matancera, no volvió más a su Cuba.
Radicó en Nueva York, (Estados Unidos) junto a su familia, falleciendo en esa ciudad a los 95 años, en 2001.